# 15 Draconis
Cet article porte sur l'étoile A Draconis. Elle ne doit pas être confondue avec α (Alpha) Draconis.
Désignations
15 Draconis (en abrégé 15 Dra) est une étoile de la constellation boréale du Dragon. Elle est visible à l'œil nu avec une magnitude apparente de 4,95. Elle porte également la désignation de Bayer de A Draconis, 15 Draconis étant sa désignation de Flamsteed. L'étoile présente une parallaxe annuelle de 6,79 mas mesurée par le satellite Gaia, ce qui permet d'en déduire qu'elle est distante d'environ 147 pc (∼479 al) de la Terre. Elle se rapproche du Système solaire à une vitesse radiale héliocentrique de −7 km/s.
15 Draconis est classée comme une étoile géante blanche de type spectral A0 III. Elle tourne relativement rapidement sur elle-même, à une vitesse de rotation projetée de 154 km/s. L'étoile est 286 fois plus lumineuse que le Soleil et sa température de surface est de 9 980 K.